# Claude Haegi

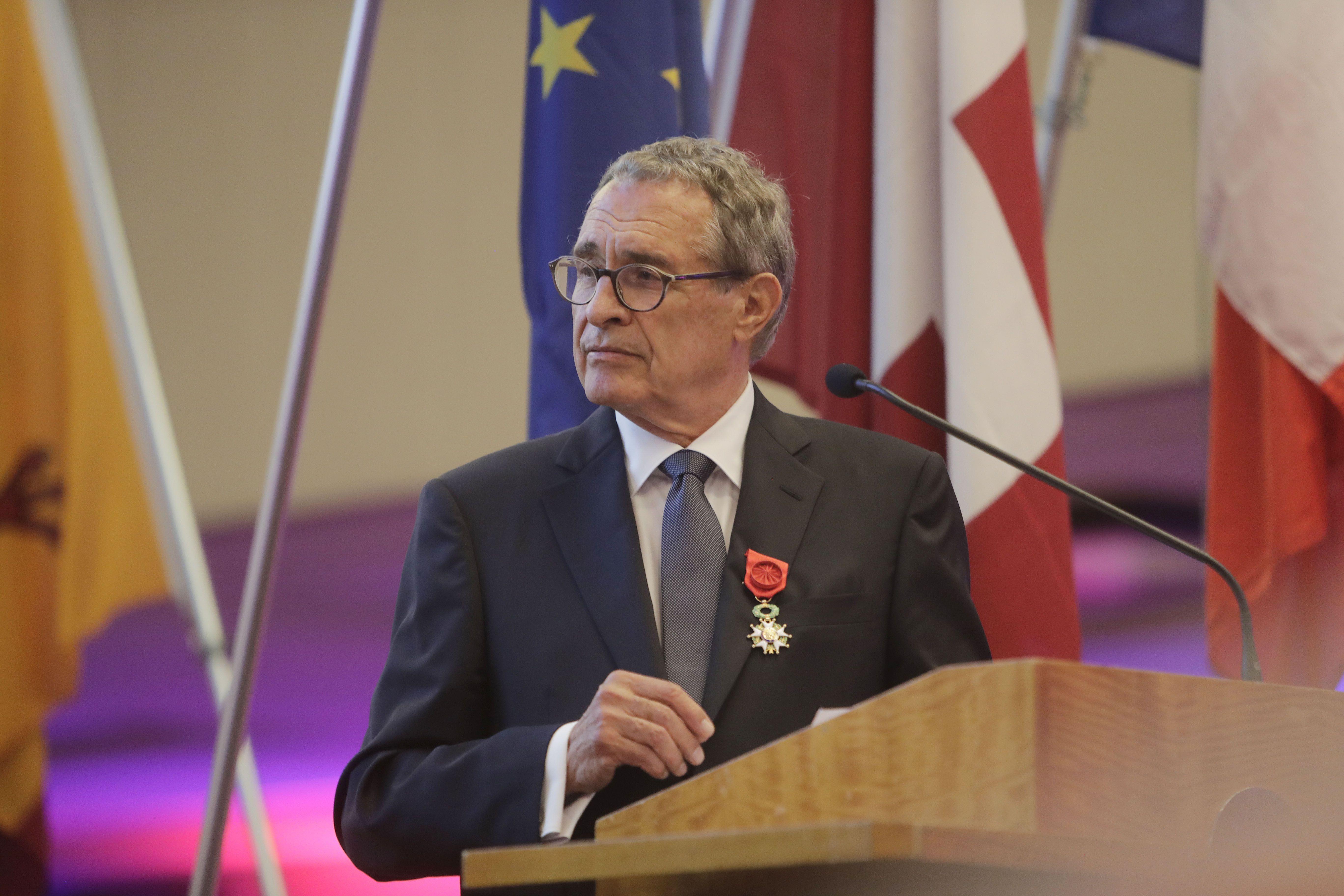
Claude Haegi (2017)

Claude Haegi (* 1940) ist ein Schweizer Politiker der Liberalen Partei der Schweiz.
Haegi zog zunächst 1977 als Abgeordneter in den Grossen Rat des Kantons Genf ein. 1983 wurde er zum Mitglied der Stadtregierung der Stadt Genf gewählt. Dort war er bis 1989 für das Finanzdepartement zuständig und 1987/1988 Stadtpräsident. 1989 wurde Haegi zum Mitglied des Staatsrats des Kantons Genf gewählt und verantwortete das Departement Inneres, Umwelt- und Regionalangelegenheiten. 1993/1994 amtierte er als Präsident des Staatsrats. Nach dem Ende seiner Amtszeit 1997 war er nochmals bis 2001 Mitglied im Grossen Rat des Kantons.
Haegi engagierte sich auch auf europäischer Ebene: Von 1983 bis 1989 war er Mitglied der Internationalen Vereinigung der Bürgermeister der französischsprachigen Hauptstädte und Metropolen und von 1983 bis 2001 zunächst Mitglied, später Präsident der Schweizer Delegation beim Kongress der Gemeinden und Regionen des Europarates. Dort war er von 1994 bis 1996 erster Präsident der Kammer der Regionen, anschließend bis 1998 Präsident des Gesamtkongresses. Als Vertreter des Kantons Genf war er in seiner Amtszeit als Staatsrat zusammen mit dem Präfekten der Region Rhône-Alpes Copräsident des Comité Régional Franco-Genevois. Zudem ist Haegi seit 1994 Präsident der Stiftung Denis de Rougemont für Europa sowie seit 2011 Präsident der Europäischen Stiftung für die nachhaltige Entwicklung der Regionen.
Für seine Arbeit wurde Haegi u. a. mit der Pro-Merito-Medaille des Europarates ausgezeichnet und zum Ritter der Ehrenlegion ernannt.